# Gowrie (Iowa)
Gowrie ist eine Stadt (mit dem Status "City") im Webster County im US-amerikanischen Bundesstaat Iowa. Im Jahr 2010 hatte Gowrie 1037 Einwohner, deren Zahl sich bis 2013 auf 994 verringerte. Das U.S. Census Bureau hat bei der Volkszählung 2020 eine Einwohnerzahl von 952 ermittelt.

## Geografie
Gowrie liegt im nordwestlichen Zentrum Iowas. Die Grenze zu Minnesota verläuft rund 140 km nördlich; der am Missouri gelegene Schnittpunkt der Bundesstaaten Iowa, South Dakota und Nebraska befindet sich rund 200 km westlich von Gowrie.
Die geografischen Koordinaten von Gowrie sind 42°16′50″ nördlicher Breite und 94°17′27″ westlicher Länge. Die Stadt erstreckt sich über eine Fläche von 3,76 km² und ist die größte Ortschaft innerhalb der Gowrie Township. Ein kleiner Teil des Stadtgebiets liegt in der benachbarten Lost Grove Township.
Nachbarorte von Gowrie sind Callender (10,2 km nördlich), Moorland (19,7 km in der gleichen Richtung), Harcourt (11,5 km östlich), Dayton (20,4 km in der gleichen Richtung), Paton (15,9 km südsüdöstlich), Farnhamville (10,1 km westlich), Lohrville (23 km in der gleichen Richtung) und Somers (22,5 km nordwestlich).
Die nächstgelegenen größeren Städte sind die Twin Cities (Minneapolis und St. Paul) in Minnesota (374 km nordnordöstlich), Rochester in Minnesota (320 km nordöstlich), Waterloo (186 km östlich), Cedar Rapids (248 km ostsüdöstlich), Iowas Hauptstadt Des Moines (137 km südöstlich), Kansas City in Missouri (411 km südlich), Nebraskas größte Stadt Omaha (247 km südwestlich), Nebraskas Hauptstadt Lincoln (325 km in der gleichen Richtung), Sioux City (195 km westlich) und South Dakotas größte Stadt Sioux Falls (327 km nordwestlich).

## Verkehr
Der in West-Ost-Richtung verlaufende Iowa State Highway 175 führt am südlichen Stadtrand von Gowrie entlang. Alle weiteren Straßen sind untergeordnete Landstraßen, teils unbefestigte Fahrwege sowie innerörtliche Verbindungsstraßen.
In Gowrie kreuzen zwei Eisenbahnstrecken für den Frachtverkehr der Union Pacific Railroad (UP).
Mit dem Fort Dodge Regional Airport befindet sich 48 km nordnordöstlich ein Regionalflughafen, über den Verbindungen nach St. Louis und Chicago bestehen. Der nächste Großflughafen ist der 135 km südsüdöstlich gelegene Des Moines International Airport.

## Bevölkerung
Nach der Volkszählung im Jahr 2010 lebten in Gowrie 1037 Menschen in 442 Haushalten. Die Bevölkerungsdichte betrug 275,8 Einwohner pro Quadratkilometer. In den 442 Haushalten lebten statistisch je 2,28 Personen.
Ethnisch betrachtet setzte sich die Bevölkerung zusammen aus 97,7 Prozent Weißen, 1,0 Prozent Afroamerikanern, 0,1 Prozent (eine Person) amerikanischen Ureinwohnern sowie 0,2 Prozent Asiaten; 1,1 Prozent stammten von zwei oder mehr Ethnien ab. Unabhängig von der ethnischen Zugehörigkeit waren 1,6 Prozent der Bevölkerung spanischer oder lateinamerikanischer Abstammung.
25,4 Prozent der Bevölkerung waren unter 18 Jahre alt, 50,2 Prozent waren zwischen 18 und 64 und 24,4 Prozent waren 65 Jahre oder älter. 53,4 Prozent der Bevölkerung waren weiblich.
Das mittlere jährliche Einkommen eines Haushalts lag bei 45.313 USD. Das Pro-Kopf-Einkommen betrug 21.435 USD. 13,7 Prozent der Einwohner lebten unterhalb der Armutsgrenze.